# Павлово (вилает Лозенград)
Вижте пояснителната страница за други значения на Павлово.
Павлово или Павлокьой (на турски: Pehlivanköy) е малък град, околийски център на околия Павлово, вилает Лозенград (Къркларели), Турция. Според оценки на Статистическия институт на Турция през 2018 г. населението на града е 1597 души.

## География
Градът се намира в историко–географската област Източна Тракия, в центъра на източнотракийската равнина, на 57 километра югозападно от вилаетския център Лозенград (Къркларели).

## История
В началото на 20 век Павлово е помашко село в Узункьоприйска кааза на Одринския вилает на Османската империя. Според статистиката на професор Любомир Милетич в 1912 година в селото живеят помаци.